# گمینا پارسوو
گمینا پارسوو (به لهستانی:  Gmina Parysów) یک گمینا در لهستان است که در شهرستان گاروولین واقع شده‌است. گمینا پارسوو ۶۴٫۳۱ کیلومتر مربع مساحت و ۴٬۰۸۲ نفر جمعیت دارد.